# Дереволаз-міцнодзьоб бурий
Дереволаз-міцнодзьоб бурий (Xiphocolaptes albicollis) — вид горобцеподібних птахів родини горнерових (Furnariidae). Мешкає в Південній Америці.

## Підвиди
Виділяють три підвиди:
- X. a. bahiae Cory, 1919 — східна Бразилії (східна і центральна Баїя);
- X. a. villanovae Lima, 1920 — північно-східна Бразилія (північно-східна Баїя);
- X. a. albicollis (Vieillot, 1818) — південно-східна і південна Бразилія (від південної Баїї, південного Гоясу і Мінас-Жерайсу на південь до Ріу-Гранді-ду-Сул), схід Парагваю і північно-східна Аргентина (Місьйонес, північно-східний Коррієнтес).

## Поширення і екологія
Бурі дереволази-міцнодзьоби мешкають в Бразилії, Парагваї і Аргентині. Вони живуть у вологих рівнинних і гірських атлантичних лісах та на узліссях. Зустрічаються на висоті до 1500 м над рівнем моря. Живляться переважно безхребетними.